# Dompierre-sous-Sanvignes
Dompierre-sous-Sanvignes – miejscowość i gmina we Francji, w regionie Burgundia-Franche-Comté, w departamencie Saona i Loara.
Według danych na rok 1990 gminę zamieszkiwało 80 osób, a gęstość zaludnienia wynosiła 6 osób/km² (wśród 2044 gmin Burgundii Dompierre-sous-Sanvignes plasuje się na 830. miejscu pod względem liczby ludności, natomiast pod względem powierzchni na miejscu 728.).